# Türkiye Radyo Televizyon Kurumu

Logotyp för Türkiye Radyo Televizyon Kurumu.

Türkiye Radyo Televizyon Kurumu, också känt som TRT, är Turkiets nationella TV-bolag. TV-bolaget sänder Eurovision Song Contest när hemlandet Turkiet är med och tävlar. Man började sända radio 1 maj 1964, och TV 31 januari 1968.